# 台灣肥料
台灣肥料股份有限公司 （英語：Taiwan Fertilizer Co., Ltd.；臺證所：1722），簡稱台肥，是一家臺灣的肥料及化工產品製造公司。原為國營事業、1999年後民營化，但最大股東為農業部占股份24%，並且近三分之一的股權仍由官方掌握，一般視為泛公營事業，營運受政策影響。
台肥目前為台灣第一大的肥料供應商，市占率約70%，為台灣中型100指數成分股，屬於台灣上市櫃公司市值前150名。近年旗下除了固有肥料事業，台肥逐步跨向不同領域的經營。

## 歷史
台灣肥料公司由中華民國經濟部資源委員會及臺灣省政府共同於1946年5月1日成立，總部位在台北市衡陽路91號（原臺北電話交換所），首任總經理是湯元吉，並接收了台灣日治時期屬日資的肥料製造相關公司，包含：
- 臺灣電化株式會社→台肥第一廠
- 臺灣肥料株式會社基隆工場→台肥第二廠
- 臺灣肥料株式會社高雄工場→台肥第三廠
- 臺灣電化株式會社→台肥第一廠羅東分廠
- 臺灣有機合成株式會社→台肥第五廠（位在新竹市）

台肥在此時期為中華民國經濟部所屬國營事業之一。1952年10月，資源委員會裁撤，台肥改直隸經濟部。配合行政院的農業政策，國營時期的台肥一直以經營肥料產品為主要業務，「農友牌」為其肥料產品之商標。1960年，在南港設立「台肥公司第六廠」；同年，經濟部的花蓮氮肥公司（原日本鋁業株式會社花蓮港工場）改為「台肥公司第七廠」。1962年2月，經濟部核准台肥股票上市。1969年，台肥各廠改以所在地命名。1970年9月，台北市衡陽路台肥大樓落成，台肥總管理處遷入辦公。1971年10月1日，台肥收購美商慕華聯合化學公司苗栗尿素廠，改為「台肥公司苗栗廠」。1974年1月，台肥生產的肥料交由臺灣省糧食局統籌配售。1979年，中華民國政府與沙烏地阿拉伯王國基本工業公司合資在沙烏地阿拉伯興建「朱拜爾肥料公司」（朱肥），中華民國政府以台肥名義與基本工業公司簽約、並代管朱拜爾肥料公司，台肥派遣專門職業及技術人員（專技人員）全程參與朱拜爾肥料公司建廠工程及營運後之生產操作。
1983年5月，配合營運需要，台肥出售台北市衡陽路台肥大樓予交通銀行，台肥總部則先搬到台北市忠孝東路一棟十二層大樓。1984年1月，經濟部核准實施公民營肥料統一產銷制度。1986年1月，公民營肥料統一產銷制度終止。1986年4月，台肥總管理處遷入台北市南京東路二段，向崇德建設購入的台肥大樓。

### 民營化
- 1997年6月30日，為了配合台肥民營化時程，中華民國政府將其持有的朱拜爾肥料公司股權讓售台肥。
- 1998年3月24日，台肥在台灣證券交易所股票上市，股票代號1722。
- 1999年9月1日，正式民營化，成為一家民營體制上市公司，但官方仍有相當影響力。
- 1999年10月，由於中國石油公司（今台灣中油）取消製肥用天然氣優惠價格，停產尿素產品。
- 2002年，跨入生物科技肥料領域及成立「生物科技研究中心」。[6]
- 2004年11月30日，第二十九屆董事會第十三次會議審議通過「花蓮廠海洋深層水投資計畫」，預計投資金額為新臺幣十億元以上，投資項目包括取水工程、水處理設施、包裝飲用水與飲料工場等。[7]
- 2006年，台肥與名牌食品合資成立台灣海洋深層水股份有限公司，總部設於花蓮縣花蓮市。[8]
- 2006年6月，董事會通過「各廠遷建台中港工程處」組織及規程。[9]8月，自行政院農業委員會水產試驗所技術轉移「魚鱗膠原蛋白萃取技術及其衍生產品應用」專利技術。
- 2007年3月，苗栗廠完成興建「膠原蛋白工場」與試量產，膠原蛋白工場年產能可達13.5公噸。
- 2007年5月22日，台肥膠原蛋白工場揭牌啟用典禮，宣告台肥跨入化妝保養品市場。[10]
- 2013年1月，台灣海洋深層水成為台肥完全持股之子公司。[11]。
- 2013年7月，台肥台中廠揭牌啟用，廠區依傍遼闊的台中港西碼頭而建，占地約30公頃，擁有兩座可分別卸載液體及固體原料的深水碼頭，以生產化工產品、肥料產品及進儲採購業務為主。[12]
- 2014年1月，台肥C2觀光飯店開發案由二家知名旅館業者得標，建築將以具現代感造型、流暢線條與高科技材質呈現，搭配商務休閒活動規劃可供觀賞之種稻區，除成為旅館棟之特色外，也可突顯台肥負有「肥沃台灣」之企業責任與形象[13][14]。
- 2016年8月，新竹廠拆除完成。10月，高雄廠拆除完成。
- 2024年1月26日，台肥總部搬遷至“TFC經貿大樓”（台北市南港區經貿一路170號，台肥南港廠舊址）17樓。

## 廠區
目前廠區包含台中、花蓮、苗栗、基隆等處。

## 外部連結
- 台灣肥料公司 （页面存档备份，存于）
- （繁體中文） 台灣公司資料